# Рифова чапла
Рифова чапла (Egretta gularis) е вид птица от семейство Чаплови (Ardeidae).

## Разпространение
Рифовата чапла е тропически вид, разпространен предимно в района на Червено море и Персийския залив. Достига на изток до Индия и Шри Ланка, а на запад – до Мавритания и Габон. Малка колония гнезди в Южна Испания, а единични птици достигат Карибите, Северна и Южна Америка.
От 2013 г. на няколко пъти се наблюдава и в България.

## Хранене
Храни се с дребни риби от семейства селдови, хамсиеви и попчета.